# 中村信夫
中村 信夫（なかむら のぶお、1858年（安政5年10月） - 1933年（昭和8年）4月6日）は、明治から昭和時代初期の政治家。衆議院議員（1期）。岐阜県吉城郡古川町長。幼名は三喜造。

## 経歴
酒造業・中村善右衛門の長子として飛騨国吉城郡、のちの古川町（現岐阜県飛騨市）に生まれる。秋月橘門や岡田呉陽などの門で漢学を修めた。1882年（明治15年）4月、帰郷し1883年（明治16年）古川銀行取締役となり、ついで桐山孫兵衛らとともに癸未義塾を創立し幹事として後進の教育に努めた。1883年（明治16年）4月、父の病没を受け母と共に上京し慶應義塾に学んだ。のち、東京市本所区にて織物工場を興し社長を務めたほか、古川町長、飛州木材会社相談役などを歴任した。
1890年（明治23年）7月の第1回衆議院議員総選挙では岐阜県第7区から出馬し当選。独立倶楽部に属し衆議院議員を1期務めた。